# ريال أوفييدو
نادي ريال أوفييدو (بالإسبانية: Real Oviedo, S.A.D.) نادي كرة قدم إسباني صعد الى الدوري الإسباني الدرجة الأولى (لاليغا) لموسم 2025/2026 بصعود تاريخي بعد 24 عاماً في الدرجة الثانية. تم تأسيس النادي في سنة 1926 .يلعب مبارياته على ملعب Estadio Carlos Tartiere بسعة 30,500 متفرج
إيسيدرو لآنغارا